# Laili
Laili ist eine Halbhöhle beim Ort Laleia (Verwaltungsamt Laleia, Gemeinde Manatuto), nahe der Nordküste Osttimors. In der Höhle ließen sich Besiedlungsspuren nachweisen, die zwischen 11.200 und bis zu 44.600 Jahre alt sind (Erstbesiedlung vor zwischen 43.283 und 44.631 Jahren calBP) und somit Stand 2017 die ältesten bekanntesten Nachweise von Menschen in Wallacea sind. Für die Untersuchungen nutze man Zooarchäologie, Steinartefakte, bathymetrische und experimentelle Isotopenanalysen. Die zuvor ältesten Funde stammten aus der Höhle von Jerimalai an der Ostspitze Timors und sind etwa 42.000 Jahre alt.

## Lage der Höhle

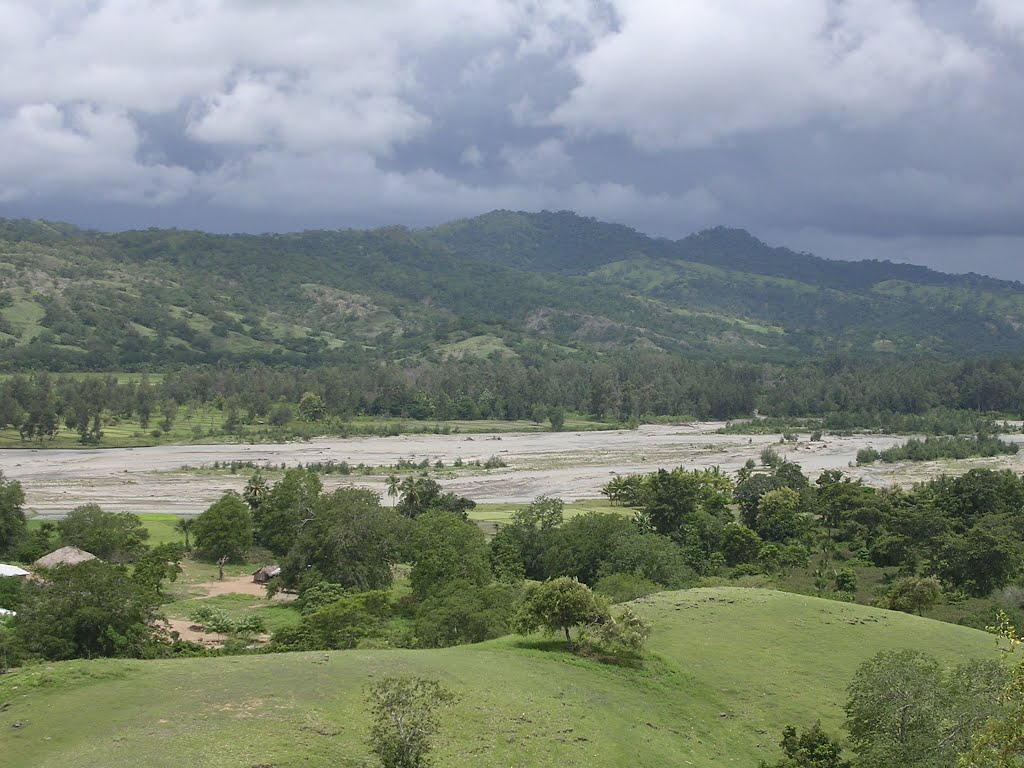
Savanne und Kasuarinen am Fluss Laleia bei der gleichnamigen Stadt

Die Umgebung besteht aus Savannen mit Wäldchen und Grasland der Flussebene im Tal des Flusses Laleia. Die teilweise eingestürzte Höhle befindet sich etwa 4,3 Kilometer von der Nordküste Timors entfernt, unter einem alleinstehenden Felsen aus, auf einer Meereshöhe von 86 m. Vor 44.600 Jahren, zur Zeit der ältesten Besiedlungsspuren lag der Meeresspiegel 63 m tiefer und die Küste war 450 Meter weiter entfernt. Zum Höhepunkt des letzten Höhepunkts der Eiszeit vor 18.000 Jahren lag der Meeresspiegel sogar 130 m tiefer und das Ufer war fünf Kilometer entfernt.
Der Felsen besteht aus Crinoidenkalk aus dem Karbon und überdacht einen etwa 15 × 15 Meter großen Bereich, mit Blick auf den Fluss Laleia und sein Überschwemmungsgebiet. Der Boden besteht vor allem aus kolluvialen und äolischen Eintrag, das heißt er wurde nicht durch menschlichen Einfluss angesammelt. Die gut erhaltenen Ablagerungen reichen bis zu drei Meter tief, wodurch man die Geschichte des Bodens detailliert rekonstruieren kann.

## Die Funde
Die Funde der Grabung von 2011 wurden in der Australian National University untersucht. Sie in Laili spiegeln die Anpassungen der Menschen an die Veränderungen der Umgebung im Laufe der Zeit wieder. Sie nutzten den vor Ort reichlich vorhandenen Feuerstein zur Werkzeugherstellung, um die Tierwelt, in der vielfältigen, aber stabilen Umgebung des Pleistozäns zu nutzen. Während die steinzeitlichen Bewohner anderer Fundorte auf den Inseln der Region anscheinend hauptsächlich vom Meer lebten, finden sich in Laili Hinweise, dass die dortigen Siedler auch Nahrungsquellen in Ufernähe und aus Gewässern mit Süßwasser nutzten.
Die entdeckten Steinartefakte unterscheiden sich teilweise in ihrer Form von bisher bekannten Fundstücken von Timor und dem nahe gelegenen Flores. Andere ähneln Exemplaren von Jerimalai oder von Mata Menge auf Flores. Neben einigen kleinen Fragmenten von Menschenknochen fand man auch die zwei Hundezähne (die aus moderner Zeit stammten), vier ausgestorbener Rattenarten, vier ausgestorbenen Arten von Riesenratten, mindestens einer Flughundart und sechs insektenfressender Fledermausarten. Weitere Knochen stammen von sechs Vogelarten, einer Krötenart und wenige von Eidechsen, Schlangen, Meeres- und Frischwasserschildkröten. In kleinen Mengen gab es Funde, die von Süßwasseraalen (Anguillidae) und Papageifischen (Scaridae) stammen. In den Schichten die der Zeit des Höhepunkts der letzten Eiszeit vor 18.000 Jahren zugeordnet werden nahm die Menge an Fischüberresten deutlich ab. Zu den tierischen Überresten gehörten auch Schalen von Muscheln und Krustentieren, die aus dem Meer, Mangrovensümpfen und Frischwasser stammten.

## Bewertung
Die Forscher ordneten ihre Funde drei Phasen zu: Die frühe Besiedlung im Pleistozän, zwischen 44.600 und 27.000 Jahre calBP, die Phase des Höhepunkts der letzten Eiszeit, zwischen 26.000 und 16.000 Jahre BP und der Übergang vom Pleistozän in das Holozän vor 15.000 bis 3.000 Jahren.
In der Zeit der frühen Besiedlung lag die Höhle durch den gesunkenen Meeresspiegel und dem steilen Küstenverlauf deutlich weiter vom Meer entfernt. Das Klima war kälter und trockener und man lag näher an der Bergwaldzone. Die Überreste der Fauna aus dieser Zeit stammt sowohl aus dem Meer, Mangrovensümpfen und Flüssen, als auch aus Grasland und Wäldern. Die Vögel stammten dabei häufiger aus Gras- und Buschland, als aus Feuchtgebieten und Wäldern, während die Fledertiere aus dem Wald kamen. Da die Knochen der Ratten und Riesenratten im Verlauf der Zeit in der Menge gleich blieben, scheint die menschliche Besiedlung damals noch keine Auswirkungen auf die Population der mäuseartigen Nagetiere gehabt zu haben. Bis auf die Timorratte sind alle hier entdeckten Nager heute auf Timor ausgestorben, möglicherweise aufgrund des Rückgangs des Waldes im späten Holozän. Allgemein war die Tierwelt aber wohl, wie man schon in anderen Studien vermutete, schon zur Zeit der ersten Ankunft des Menschen auf Timor relativ verarmt, wenn man sie mit jener von Java, den Aru-Inseln oder Neuguinea vergleicht. Während auf Flores, und Sulawesi das Aussterben von größeren Säugetierarten auf die ersten menschlichen Siedler im Pleistozän zurückgeführt wird, scheinen die auf Timor früher existierenden Großtierarten, wie das Mini-Stegodon, eine Riesenschildkröte und eine große, dem Komodowaran ähnelnde Echse schon vor ihrem Eintreffen verschwunden zu sein.
Diese stabilen Lebensumstände könnten die Erklärung dafür sein, warum sich die Steinwerkzeuge in Laili im Laufe der Zeit technisch kaum veränderten. Auch Nachbesserungen an bestehenden Werkzeugen wurden kaum durchgeführt. Ähnliches kennt man auch von anderen neolithischen Funden in Wallacea. Auffällig ist die verhältnismäßig große Menge an Steinartefakten, vergleicht man Laili mit anderen Fundorten auf den Sundainseln, Wallacea oder Sahul. Grund könnte dafür sein, dass hochwertiger Feuerstein vor Ort in großen Mengen verfügbar war. Die Zunahme von solchen Steinwerkzeugabfällen in Richtung Eiszeithöhepunkt deutet auf eine stärkere Besiedlung der Höhle in der Zeit hin.
Die gefundenen Fischgräten sind verhältnismäßig wenig. Papageienfische kommen in Küstenriffen vor, die es wohl in dieser Zeit vor der Nordküste gegeben haben muss. Die Aale leben die meiste Zeit in Flüssen. Muscheln wurden wohl in Küstennähe, am Ufer und in Süßwasser gesammelt. Mit Fallen des Meeresspiegels im Laufe der Zeit nahmen die Arten aus den Mangrovensümpfen und dem Süßwasser im Verhältnis deutlich zu. Als zum Höhepunkt der Eiszeit vor 18.000 bis 21.000 Jahren auch das Wasser des Flusses zurückging, nahmen auch die Süßwassermuscheln in ihrer Zahl ab. Vor allem an Land lebende Krustentiere wurden gefangen, seltener Meeresbewohner. Insgesamt kann man feststellen, dass während in anderen bekannten Fundorten der Region nah der Küste die tierische Nahrung vor allem aus Fisch, Seeschildkröten und Schalentieren aus dem Meer bestand, dies in Laili nicht der Fall war. Der Speiseplan ähnelt mehr Inlandsfundorten wie Matja Kuru 2 (10 km von der Küste entfernt, besiedelt vor 35.000 Jahren) und Uai Bobo 2 (100 km landeinwärts, 16.000 Jahre alt).
Da man Samen von Celtis-Früchten nur in den oberen Schichten fand, geht man davon aus, dass die Bäume erst durch den Menschen auf Timor eingeführt wurden.
2024 wurden weitere Forschungsergebnisse veröffentlicht. Man fand in Laili Sedimentschichten, die zwischen 59.000 und 54.000 Jahre alt sind. Spuren von der Anwesenheit von Menschen in dieser Zeit fehlten aber. Man vermutet daher, dass Timor vor dieser Zeit noch nicht besiedelt war. Nachweise für Menschen finden sich erst abrupt in der 20. Schicht, was auf eine großangelegte Besiedlung hinweist. Erst hier finden sich Rückstände von Feuer, wie Asche, Holzkohle und Reste verbrannter Knochen.

## Belege

### Hauptbelege
- Hawkins, Stuart & O’Connor, Sue & Maloney, Tim & Litster, Mirani & Kealy, Shimona & N. Fenner, Jack & Aplin, Ken & Boulanger, Clara & Brockwell, Sally & Willan, Richard & Piotto, Elena & Louys, Julien: Oldest human occupation of Wallacea at Laili Cave, Timor-Leste, shows broad-spectrum foraging responses to late Pleistocene environments, (2017). Quaternary Science Reviews. 171. 58-72. 10.1016/j.quascirev.2017.07.008.
- Ceri Shipton, Mike W. Morley, Shimona Kealy, Kasih Norman, Clara Boulanger, Stuart Hawkins, Mirani Litster, Caitlin Withnell & Sue O’Connor: A rare find in ancient Timorese mud may rewrite the history of human settlement in Australasia, (2024). Nature Communications (2024)15:4193.